# Културна асоциация на българите в Бразилия
Културна асоциация на българите в Бразилия (на португалски: Associação cultural do Povo Búlgaro no Brasil) е културна неправителствена организация на българите в Бразилия със седалище в град Сао Пауло. Тя е създадена през 1984 г. Ръководител на асоциацията е Катерина Паслар.
В асоциацията взимат участие предимно потомци на бесарабските българи, пристигнали в Бразилия преди Втората световна война. Отбелязват кръгли годишнини от преселването в Музея на имиграцията в Сао Паоло. Не говорят български език, но честват български празници, проявяват интерес към корените и историята.
От 2009 г. насам, към асоциацията се предлага курс по български език и история.